# سيلينيا (أتيكي)
سيلينيا (Σελήνια) هي قرية ساحلية في (شرق جزيرة سالاميس) في مقاطعة أتيكي في اليونان.